# Комбофорвард

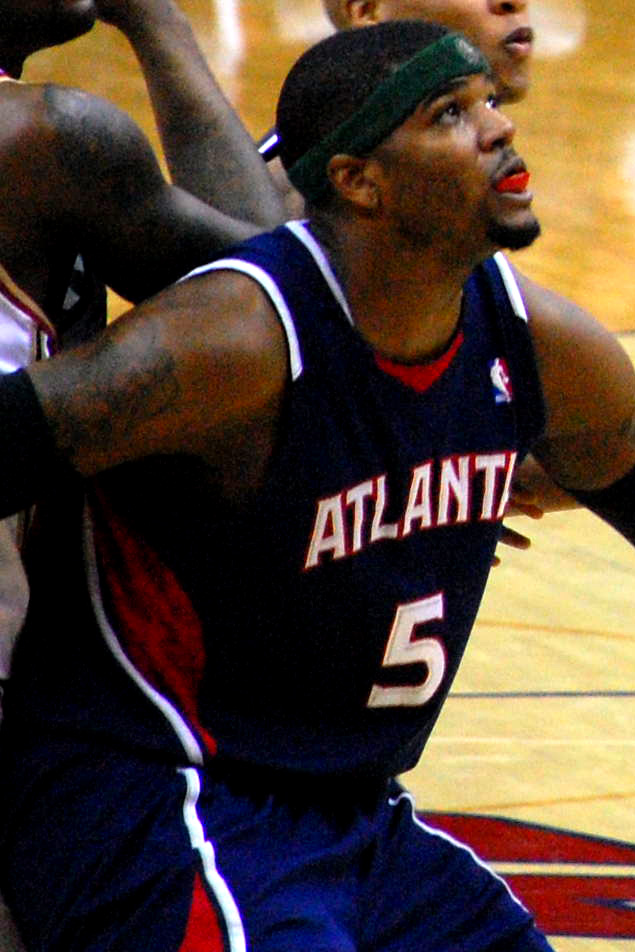
Джош Сміт

Комбофорвард  — баскетбольний гравець, який поєднує якості важкого форварда та легкого форварда. «Комбофорвард» інколи взаємозамінюється з терміном «форвард», але в основному відносить до гравців які можуть виступати на обох позиціях форварда. Як правило, такі гравці підходять під дві категорії. До першої категорії відносяться ті легкі форварди, які мають високий зріст та/або достатню силу для гри проти важких форвардів. До другої категорії відноситься важкі форварди, які володіють достатньою швидкістю і вмінням для оборони легких форвардів. Цей тип комбофорварда також володіє хорошим кидком у стрибку і часто трьох-очковим кидком. Прикладом таких комбофорвардів є Рашард Льюіс, Деррік Вільямс, Ламар Одом.
Деякі універсальні комбогарди можуть виступати на трьох позиціях. Деякі з легких форвардів мають достатньо навичок для гри на позиції атакуючого захисника (в такому випадку гравець одночасно свінгмен і комбогард) - прикладом такого гравця є Леброн Джеймс. Тим часом як інші комбогарди мають навички для гри на позиції центрового - такі частіше за все мають високий зріст (210 см і більше), такі як Кевін Гарнетт. Або гравці, як Гедо Тюркоглу, які можуть виступати в ролі плеймейкера, маючи навички володіння м'ячем і віддавання передач (особливо, беручи до уваги їх зріст), а отже можуть додати до списку четверту позицію - розігруючого захисника. Такі форварди також відомі як Пойнтфорварди, хоча не всі пойнтфорварди є водночас і комбофорвардами.
Комбофорвард як позиція є дуже важливою в іграх національних баскетбольних збірних, коли трьох-очкові кидки і простір на майданчику важливіші в поєднанні з зоною захисту, що використовується багатьма збірними, оскільки лінія трьох-очкових кидків ближча до кошика в порівнянні з НБА. В останні роки чоловічі баскетбольні команди США визнають важливість в міжнародних матчах комбофорвардів, заграючи на цій позиції таких зірок як Леброн Джеймс і Кармело Ентоні, щоб повністю використати як перевагу їх розміри та ігрові якості. 
Одним з найвидатніших комбофорвардів у історії баскетболу є Елджин Бейлор і Джеймс Ворті, ці гравці чи не найкраще відповідають умовам цієї позиції. Леброн Джеймс, Кевін Дюрант, Джош Сміт, Шон Меріон, Рашард Льюїс, Ел Харрінгтон, Ламар Одом, Кармело Ентоні одні з найкращих теперешніх гравців на цій позиції. Хорошим прикладом комбофорварда в Євролізі є Георгіос Прінтезіс. У жіночому баскетболі серед комбогардів можна виділити Кендейс Паркер: коли вона грала в коледжі, то у складі команди одночасно значилася на позиціях центрового, форварда та захисника.